# Nicolás Lapentti
Nicolás Alexander Lapentti Gómez (Guayaquil, Ecuador; 1976. augusztus 13. –) ecuadori hivatásos teniszező. Eddigi karrierje során 5 egyéni és 3 páros ATP-tornát nyert meg. 1999-ben bejutott az Australian Open elődöntőjébe, ez legjobb Grand Slam-eredménye.
A korábbi Grand Slam-győztes Andrés Gómez unokaöccse. Öccse, Giovanni is profi teniszező.

## ATP-döntői

### Egyéni

#### Győzelmei (5)
| Összesítés                                            | Összesítés |
| ----------------------------------------------------- | ---------- |
| Grand Slam-torna                                      | (0)        |
| ATP World Tour Masters 1000 / ATP Masters Series      | (0)        |
| ATP World Tour 500 Series / International Series Gold | (2)        |
| ATP World Tour 250 Series / International Series      | (3)        |
| ATP World Tour Finals / Tennis Masters Cup            | (0)        |

| No. | Dátum                | Helyszín                                | Borítás     | Ellenfél a döntőben | Eredmény a döntőben |
| 1.  | 1995. szeptember 11. | Bogotá, Kolumbia                        | Salak       | Miguel Tobón        | 2–6, 6–1, 6–4       |
| 2.  | 1999. augusztus 16.  | Indianapolis, Amerikai Egyesült Államok | Kemény      | Vincent Spadea      | 4–6, 6–4, 6–4       |
| 3.  | 1999. október 18.    | Lyon, Franciaország                     | Szőnyeg (f) | Lleyton Hewitt      | 6–3, 6–2            |
| 4.  | 2001. július 23.     | Kitzbühel, Ausztria                     | Salak       | Albert Costa        | 1–6, 6–4, 7–5, 7–5  |
| 5.  | 2002. május 20.      | St. Pölten, Ausztria                    | Salak       | Fernando Vicente    | 7–5, 6–4            |

#### Elvesztett döntői (7)
| No. | Dátum                | Helyszín             | Borítás | Ellenfél a döntőben         | Eredmény a döntőben |
| 1.  | 1996. szeptember 9.  | Bogotá, Kolumbia     | Salak   | Thomas Muster               | 7–6, 2–6 3–6        |
| 2.  | 1997. október 27.    | Bogotá, Kolumbia     | Salak   | Francisco Clavet            | 3–6, 3–6            |
| 3.  | 1999. július 5.      | Gstaad, Svájc        | Salak   | Albert Costa                | 6–7, 3–6, 4–6       |
| 4.  | 2000. október 9.     | Tokió, Japán         | Kemény  | Sjeng Schalken              | 4-6, 6–3, 1-6       |
| 5.  | 2002. február 11.    | Viña del Mar, Chile  | Salak   | Fernando González Ciuffardi | 3–6, 7–6, 6–7       |
| 6.  | 2003. július 7.      | Båstad, Svédország   | Salak   | Mariano Zabaleta            | 3–6, 4–6            |
| 7.  | 2006. szeptember 25. | Palermo, Olaszország | Salak   | Filippo Volandri            | 7–5, 1-6, 3-6       |

### Páros

#### Győzelmei (3)
| No. | Dátum             | Helyszín              | Borítás | Partner         | Ellenfelek a döntőben           | Eredmény a döntőben |
| 1.  | 1997. július 28.  | Amszterdam, Hollandia | Salak   | Paul Kilderry   | Andrew Kratzmann / Libor Pimek  | 3-6, 7-5, 7-6       |
| 2.  | 1997. október 20. | Mexikóváros, Mexikó   | Salak   | Daniel Orsanic  | Luis Herrera / Mariano Sanchez  | 4-6, 6-3, 7-6       |
| 3.  | 1999. április 1.  | Adelaide, Ausztrália  | Kemény  | Gustavo Kuerten | Jim Courier / Patrick Galbraith | 6-4, 6-4            |

#### Elvesztett döntői (4)
| No. | Dátum               | Helyszín            | Borítás | Partner          | Ellenfelek a döntőben                 | Eredmény a döntőben |
| 1.  | 1996. szeptember 9. | Bogotá, Kolumbia    | Salak   | Pablo Campana    | David Rikl / Nicolás Pereira          | 3-6, 6-7            |
| 2.  | 1997. november 3.   | Santiago, Chile     | Salak   | Julian Alonso    | Hendrik Jan Davids / Andrew Kratzmann | 6-7, 7-5, 4-6       |
| 3.  | 1999. április 26.   | Prága, Csehország   | Salak   | Mark Keil        | Martin Damm / Radek Stepanek          | 0-6, 2-6            |
| 4.  | 2004. február 9.    | Viña del Mar, Chile | Salak   | Martin Rodríguez | Juan Ignacio Chela / Gastón Gaudio    | 6-7, 6-7            |